# Janów Podlaski (plaats)
Janów Podlaski is een dorp in de Poolse woiwodschap Lublin. De plaats maakt deel uit van de gemeente Janów Podlaski en telt 2700 inwoners.

## Verkeer en vervoer
- Station Janów Podlaski